# Barba de dragón
La barba de dragón  (chino tradicional: 龍鬚糖; chino simplificado: 龙须糖; pinyin: lóng xū táng), es un tipo de algodón de azúcar tradicional chino elaborado de forma artesanal. Según la tradición, su origen se remonta a hace aproximadamente 2,000 años, durante la dinastía Han, cuando un chef de la corte imperial lo presentó al emperador. 

## Características y composición
La Barba de dragón posee un bajo contenido de azúcar (19%) y bajo contenido de grasas saturadas (2%). En comparación, el algodón de azúcar occidental no contiene grasa pero tiene un contenido mucho más alto de azúcar (94%).
Debido a su alta sensibilidad a la humedad, este dulce tiene una vida útil muy corta y tiende a derretirse cuando se expone a temperaturas elevadas, especialmente en climas cálidos.

## Historia y origen del Dragon's Beard Candy
Según la tradición, la barba de dragón se originó durante la dinastía Han de China, cuando un chef de la corte imperial presentó al emperador una nueva confección. El proceso de elaboración consistía en estirar una mezcla a base de harina de arroz hasta formar finos hilos, los cuales, por su apariencia y textura, recordaban la barba de un dragón. Esta semejanza, junto con la pegajosidad del dulce, llevó a que recibiera el nombre de barba de dragón.
El nombre también puede estar relacionado con el simbolismo del dragón en la cultura china 
, ya que este ser mitológico representaba el poder del emperador. Debido a la complejidad en su preparación, este dulce se consideraba una exquisitez reservada exclusivamente para la aristocracia.

### Prohibición y resurgimiento
Siglos después, durante la Revolución Cultural China, el arte de elaborar la barba de dragón enfrentó restricciones. La Guardia Roja, bajo las órdenes del Partido Comunista Chino, prohibió diversas prácticas culturales asociadas a la dinastía Han, lo que incluyó la preparación de este dulce. Su escasez inicial, combinada con las restricciones impuestas por el gobierno, contribuyó a que su elaboración se volviera poco frecuente.
A pesar de ello, en años recientes, la técnica de preparación de la barba de dragón ha resurgido en festivales y mercados turísticos. Actualmente, su producción se ha extendido más allá de China, preservada por artesanos dedicados a la confección tradicional del dulce.